# Membri ai Academiei Române - G
Aceasta este o listă a tuturor membrilor Academiei Române ale căror nume încep cu litera G, începând cu anul înființării Academiei Române (1866) până în prezent.
- Gábor Gaál (1891 - 1954), publicist, estetician, critic literar, membru titular (1948)
- Gala Galaction (1879 - 1961), scriitor, membru titular (1947)
- Ernő Gáll (1917 - 2000), filosof, membru corespondent (1974)
- Nicolae Gane (1838 - 1916), scriitor, membru titular (1908)
- Moses Gaster (1856 - 1939), filolog, istoric literar, folclorist, membru de onoare (1929)
- Iulian P. Gavăț (1900 - 1978), inginer, geolog, membru corespondent (1955)
- Mihai Gavrilă - (n. 1929), fizician, membru corespondent (1974)
- Constantin C. Georgescu (1898 - 1968), inginer silvic, zooentomolog, fitopatolog, membru corespondent (1948)
- George Georgescu (1887 - 1964), dirijor, membru corespondent (1963)
- Pimen Georgescu (1853 - 1934), mitropolit, membru de onoare (1918)
- Valentin Al. Georgescu (1908 - 1995), jurist, istoric al dreptului, membru titular (1992)
- Dionisie Germani (Ghermani) (1877 - 1948), inginer, membru de onoare (1945)
- Dimitrie Gerota (1867 - 1939), medic, membru corespondent (1916)
- Iosif Gheorghian (1829 - 1909), mitropolit, membru de onoare (1901)
- Constantin V. Gheorghiu (1894 - 1956), chimist, membru corespondent (1955)
- Ion S. Gheorghiu (1885 - 1968), inginer, membru titular (1952)
- Ion Alin Gheorghiu (1929 - 2001), pictor, membru titular (1999)
- Mihnea Gheorghiu (1919 - 2011), scriitor, traducător, cineast, membru titular (1996)
- Traian Gheorghiu (1887 - 1968), fizician, membru corespondent (1948)
- Valentin Gheorghiu (1928 - 2023), compozitor, pianist, membru corespondent (2014)
- Vasile Gheorghiu (1872 - 1959), profesor, teeolog, membru de onoare (1938)
- Leonida Gherasim (n. 1929), medic, membru de onoare (2001)
- Vasile Gheție (1903 - 1990), medic veterinar, membru titular (1990)
- Gheorghe Ghibănescu (1864 - 1936), istoric, filolog, membru corespondent (1905)
- Onisifor Ghibu (1883 - 1972), pedagog, om politic, membru corespondent (1919)
- Ion Ghica (1816 - 1897), scriitor, economist, om politic, membru titular (1874)
- Nicolae Ghica-Budești (1869 - 1943), arhitect, membru de onoare (1937)
- Alexandru Ghika (1902 - 1964), matematician, membru titular (1963)
- Ștefan Ghika-Budești (1904 - 1959), geolog, membru corespondent (1955)
- Nicolae Ghilezan (n. 1938), medic, membru corespondent (2000)
- Vasile Gionea (1914 - 1999), jurist, membru de onoare (1993)
- Nicolae Giosan (1921 - 1990), inginer agronom, membru titular (1974)
- George Giuglea (1884 - 1967), lingvist, membru corespondent (1936)
- Constantin Giurescu (1875 - 1918), istoric, membru titular (1914)
- Constantin C. Giurescu (1901 - 1977), istoric, membru titular (1974)
- Dinu C. Giurescu (1927 - 2018), istoric, membru titular (2001)
- Margareta Giurgea (1915 - 2011), fiziciană, membru titular (1992)
- Victor Giurgiu (1930 - 2021), inginer silvic, membru titular (1991)
- Dan Giușcă (1904 - 1988), geolog, membru titular (1974)
- Răzvan Givulescu (1920 - 2007), geolog, paleobotanist, membru de onoare (1993)
- Virgil Gligor (1918 - 1977), medic veterinar, membru corespondent (1963)
- Octavian Goga (1881 - 1938), poet, publicist, om politic, membru titular (1919)
- Constantin Gogu (1854 - 1897), matematician, astronom, membru corespondent (1889)
- Iosif Goldiș (1836 - 1902), episcop, membru corespondent (1882)
- Vasile Goldiș (1862 - 1934), om politic, membru de onoare (1919)
- Marian Traian Gomoiu (n. 1936), biolog, oceanolog, membru corespondent (1993)
- Ștefan Gonata (1838 - 1896), agronom, om politic, membru fondator (1867)
- Paul Gore (1875 - 1927), istoric, membru de onoare (1919)
- Arthur Gorovei (1864 - 1951), folclorist, etnograf, membru de onoare (1940)
- Alexandru Graur (1900 - 1988), lingvist, membru titular (1955)
- Grigore Grădișteanu (1816 - 1892), traducator, om politic, membru de onoare (1879)
- Petru Grădișteanu (1839 - 1921), publicist, om politic, membru de onoare (1883)
- Dimitrie Grecescu (1841 - 1910), botanist, medic, membru titular (1907)
- Ștefan Dimitrie Grecianu (1825 - 1908), istoric, membru de onoare (1905)
- Vasile Grecu (1885 - 1972), filolog, membru corespondent (1936)
- Dan Grigorescu (1931 - 2008), critic, istoric de artă, membru corespondent (2004)
- Lucian Grigorescu (1894 - 1965), pictor, membru corespondent (1948)
- Nicolae Grigorescu (1838 - 1907), pictor, membru de onoare (1899)
- Radu Grigorovici (1911 - 2008), fizician, membru titular (1990)
- Constantin I. Gulian (1914 - 2011), filosof, membru titular (1955)
- Marius Guran (1936 - 2019), inginer, membru de onoare (2011)
- Valeria Guțu Romalo (n. 1928), lingvistă, membru de onoare (din 2006)
- Dimitrie Gusti (1880 - 1955), sociolog, filosof, estetician, membru titular (1919)
- Mihail Gușuleac (1887 - 1960), botanist, membru corespondent